# 9908 Aue
9908 Aue è un asteroide della fascia principale. Scoperto nel 1971, presenta un'orbita caratterizzata da un semiasse maggiore pari a 2,9004589 UA e da un'eccentricità di 0,0523019, inclinata di 2,48543° rispetto all'eclittica.